# СКИП Центар
Српско-корејски информатичко приступни центар, скраћено СКИП Центар, је први приступни центар ове врсте у оквиру Министарства државне управе и локалне самоуправе Републике Србије.
Налази се у улици Добрињска 11 у Београду.

## Историјат
СКИП Центар је основан потписивањем Меморандума о разумевању и сарадњи у области информационо–комуникационих технологија између Министарства државне управе и локалне самоуправе Републике Србије и Националне агенције за информационо друштво Републике Кореје. Меморандум су потписали министар Бранко Ружић, у име Министарства државне управе и локалне самоуправе, и директор Ох Хунмок, у име Националне агенције за информационо друштво. Допринос Републике Кореје развоју и унапређењу ИКТ-а у Републици Србији се огледа у једнократној донацији од 250.000 евра за успостављање СКИП Центра и вишегодишњем покривању трошкова замене комплетне опреме, како би полазницима увек била доступна најновија опрема.
Свечано је отворен 20. децембра 2017. године са циљем омогућавања бесплатног приступа и упознавања са достигнућима информационо–комуникационих технологија, подстицања технолошке писмености опште популације и промовисања сарадње између Републике Србије и Републике Кореје.
Одржавају едукације државних службеника и бесплатно уступају простор на коришћење грађанима и старт–ап компанијама.

## Простор
СКИП Центар садржи 410 квадратних метара, три опремљене сале за ИТ обуке и климатизоване просторије:
- ИТ сала 1 са пројектором, платном и рачунарима нове генерације. Користи се за конференције и догађаје мањег обима.
- ИТ сала 2 са Смарт подиjумом (SmartPodium), пројектором, платном и рачунарима нове генерације. Користи са за конференције и догађаје мањег обима.
- Семинар сала са Смарт подиjумом (SmartPodium), пројектором и платном. Користи се за конференције, са или без рачунарске опреме. Коришћење столова и столица је опционално.
- Сала за састанке са конференцијским столом и ТВ монитором са Поликом (Polycom) уређајем који омогућава одржавање видео конференција.

Располажу са педесет лаптоп рачунара повезаних на бежични интернет, опремом за видео конференције и два смарт подијума (SmartPodium) повезана са пројектором, звучницима, веб камером и бежичним микрофоном.

## Галерија
- Зграда у којој се налази СКИП центар
- Улаз у зграду
- Taбла са натписом
- Taбла са натписом
- Унутрашњост зграде
- Улаз у СКИП центар
- Унутрашњост СКИП центра